# Sunset Park (trilha sonora)
Sunset Park (Original Motion Picture Soundtrack) é a trilha sonora do filme Sunset Park (1996) dirigido por Steve Gomer. Foi lançada em 23 de abril de 1996 através da EastWest Records America e Elektra Music Group.
As sessões de gravações ocorreram em Los Angeles (Can-Am Studios, Larrabee Studio e Americayan Recording Studio), Nova York (36 Chambers Studio, The Hit Factory, Giant Recording Studio e D&D Studios), Hackensack (Undercity Studios), Atlanta (KrossWire Studio), Orlando (The Junk Yard) e Dallas (Doorway Studios).
A produção foi administrada por Alan Fouse, Bass Mechanics, Bryce Wilson, Carl Roland, Charles Jordan, Darren Lighty, Daz Dillinger, Easy Mo Bee, Jermaine Dupri, Livio Harris, Miles Goodman, Mobb Deep, RZA, Sergio, Tony Pizarro, e Kay Gee, que também serviu como produtor executivo da trilha sonora ao lado de Merlin Bobb, Queen Latifah, Sha-Kim e Sylvia Rhone.
Além de Latifah, o álbum inclui contribuições de 2Pac, 69 Boyz, Aaliyah, Adina Howard, Big Mike, Ghostface Killah, Groove Theory, Junior M.A.F.I.A., MC Lyte, Mobb Deep, Onyx, Quad City DJ's, Raekwon, Spank D, Tha Dogg Pound, Xscape e Miles Goodman.
A trilha sonora alcançou a quarta posição da Billboard 200 e o topo da tabela Top R&B/Hip-Hop Albums. Em 18 de junho de 1996, recebeu o certificado de platina pela Recording Industry Association of America (RIAA). Em 2012, a revista Complex listou o álbum na oitava posição da lista das 25 Melhores Trilhas Sonoras de Hip-Hop de Todos os Tempos. Em 2023, a publicação Okayplayer classificou o álbum como a segunda melhor trilha sonora de hip-hop de todos os tempos.

## Equipe e colaboradores
- Anita Camarata – produção executiva, gerenciamento
- Dana Owens – produção executiva
- Kier Lamont Gist – produção executiva
- Merlin Bobb-Willis – produção executiva
- Sylvia Rhone – produção executiva
- Shakim Compere – produção executiva
- Dedra N. Tate – co-produção executiva, gerenciamento
- Mary Kusnier – coordenação de projeto, gerenciamento
- Shirley Bell – supervisão musical, gerenciamento
- Rosa Menkes – design
- Aaron Seawood – gerenciamento
- Abigail Adams – gerenciamento
- Alan Voss – gerenciamento
- Anne Kristoff – gerenciamento
- Annette Chaparro – gerenciamento
- Aurora Montes de Oca – gerenciamento
- Beth Patterson – gerenciamento
- Billy Allrich – gerenciamento
- Brian Cohen – gerenciamento
- Carolyn Tracey – gerenciamento
- Darryl "Latee" French – gerenciamento
- Donna Johns – gerenciamento
- Gary Casson – gerenciamento
- Greg Robinson – gerenciamento
- Greg Thompson – gerenciamento
- Jade Robledo – gerenciamento
- Karen Mason – gerenciamento
- Kevin Weekes – gerenciamento
- Lauren Spencer – gerenciamento
- Lisa West – gerenciamento
- Mae Attaway – gerenciamento
- Michael "Blue" Williams – gerenciamento
- Monya Vanderpool – gerenciamento
- Morshia Ellis – gerenciamento
- Paul Compere – gerenciamento
- Rene McLean – gerenciamento
- Richard Nash – gerenciamento
- Rick A. Brown – gerenciamento
- Rita Owens – gerenciamento
- Sandra Cordoba – gerenciamento
- Sonia Ives – gerenciamento
- Steve Heldt –gerenciamento
- Steve Kleinberg – gerenciamento
- Jacque L. Shirley – assessoria

## Lista de faixas
| N.º            | Título                                          | Compositor(es) | Produtore(s) | Duração |  |
| 1.             | "High 'Til I Die" (2Pac)                        | Tupac Shakur Tony Pizarro | Pizarro | 4:07    |  |
| 2.             | "Motherless Child" (Ghostface Killah e Raekwon) | Robert Diggs Dennis Coles | RZA | 4:48    |  |
| 3.             | "Just Doggin'" (Tha Dogg Pound)                 | Delmar Arnaud Ricardo Brown | Dat Nigga Daz                                                                                                   | 4:39    |  |
| 4.             | "Back at You" (Mobb Deep)                       | Kejuan Muchita Albert Johnson Hal David Burt Bacharach | Mobb Deep | 3:43    |  |
| 5.             | "Are You Ready" (Aaliyah)                       | Renee Neufville | Kay Gee Darren Lighty                                                                                           | 4:07    |  |
| 6.             | "It's Alright" (Groove Theory)                  | Amel Larrieux Bryce Wilson Darryl Brown | Wilson | 4:05    |  |
| 7.             | "Elements I'm Among" (Queen Latifah)            | Dana Owens | Easy Mo Bee | 4:32    |  |
| 8.             | "Keep On, Keepin' On" (MC Lyte e Xscape)        | Jermaine Dupri Lana Moorer | Dupri | 4:35    |  |
| 9.             | "Hoop N Yo Face" (69 Boyz e Quad City DJ's)     | Jay McGowan Van Bryant Nathaniel Orange | Bass Mechanics and Phat Albert Productions                                                                      | 4:50    |  |
| 10.            | "For the Funk" (Adina Howard e Spank D)         | Reggie Dube Warren Adams George Clinton Garry Shider Walter Morrison | Livio Harris Carl Roland Charles Jordan Alan Fouse Max Gousse ( co. ) Roget Romain ( co. ) Warren Adams ( co. ) | 4:05    |  |
| 11.            | "We Don't Need It" (Junior M.A.F.I.A.)          | James Lloyd Kimberly Jones Trife | Minnesota Hot Mike ( co. )                                                                                      | 4:19    |  |
| 12.            | "All Uv It" (Big Mike)                          | Will Barnett Michael Barnett Ernest Polk Jr. Jack McNair Barrett Powell Darrell Yates Sean Price James Bush Tekomin Williams Kenyatta Blake Gil Evans James Savage Nathaniel Motley Clinton | Ernest "Sergio" Polk Jr. Big Mike ( co. )                                                                       | 3:07    |  |
| 13.            | "Thangz Changed" (Onyx)                         | Fredro Scruggs Kirk Jones Tyrone Taylor | Scruggs Jones                                                                                                   | 3:59    |  |
| 14.            | "Shorty's Game" (Miles Goodman)                 | Goodman | Goodman | 2:51    |  |
| Duração total: | Duração total:                                  | Duração total: | Duração total:                                                                                                  | 57:47   |  |

Notas
- Faixas 5, 6 e 12 não aparecem no filme.

Créditos de samples
- Faixa 2 contém elementos de "Motherless Child" e "Into Something (Can't Shake Loose)" escrita por James Shaw e Earl Randle, ambas interpretadas por O. V. Wright
- Faixa 4 incorpora porções de "The Look of Love" escrita por Burt Bacharach e Hal David, interpretada por Isaac Hayes
- Faixa 5 contém sample de "Movin' in the Right Direction" escrita e interpretada por Steve Parks
- Faixa 8  contém sample de "Liberian Girl" escrita e interpretada por Michael Jackson
- Faixa 10 contém elementos de "One Nation Under a Groove" escrita por George Clinton, Garry Shider e Walter Morrison
- Faixa 12 contém samples de "Heads Ain't Redee"escritra por Barrett Powell, Jack McNair, Darrell Yates, Sean Price, James Bush, Tekomin Williams, Kenyatta Blake e Gil Evans, e interpretada por Black Moon & Smif 'n Wessun; "One More Chance" escrita por Sean Combs, Christopher Wallace, Carl Thompson and the Bluez Brothers, e interpretada The Notorious B.I.G.; "The Loc Is on His Own" escrita por James Savage, Nathaniel Motley e George Clinton, e interpretada por Jayo Felony
- Faixa 13 contém sample de "One Love", escrita por Nas, Q-Tip e Jimmy Heath.

## Tabelas musicais

### Tabelas semanais
| Tabelas musicais (1996)                             | Melhor posição |
| --------------------------------------------------- | -------------- |
| Estados Unidos (Billboard 200)                      | 4              |
| Estados Unidos - Top R&B/Hip-Hop Albums (Billboard) | 1              |

### Tabelas de fim de ano
| Tabelas musicais (1996)                             | Melhor posição |
| --------------------------------------------------- | -------------- |
| Estados Unidos (Billboad 200)                       | 115            |
| Estados Unidos - Top R&B/Hip-Hop Albums (Billboard) | 29             |

## Certificações
| Região                | Certificado | Unidades certificadas/vendas |
| --------------------- | ----------- | ---------------------------- |
| Estados Unidos (RIAA) | Platina     | 1.000.000                    |